# Trophodeinus
Trophodeinus is een geslacht van insecten uit de familie van de Bochelvliegen (Phoridae), die tot de orde tweevleugeligen (Diptera) behoort.

## Soorten
- T. arizonensis (Borgmeier, 1963)
- T. barberi Borgmeier, 1962
- T. denticulatus (Borgmeier, 1963)
- T. furcatus (Borgmeier, 1963)
- T. pygmaeus Borgmeier, 1962
- T. spatulatus (Borgmeier, 1963)